# Johann von Medinger
Johann Medinger, seit 1903 Edler von Medinger (* 21. März 1846 in Wien; † 18. Dezember 1908 in Wien) war ein österreichischer Industrieller und Inhaber der Nußdorfer Bierbrauerei.

## Biographie
Sein Vater war Johann Medinger, deshalb wurde sein Sohn auch Johann Medinger jun. genannt. 
Er arbeitete nach seiner kaufmännischen Ausbildung ab 1864 in der Drogerie und in der Farbenfabrik seines Vaters. 1878 wurde er gemeinsam mit Baron Karl Adolf Bachofen von Echt Teilinhaber der Nußdorfer Bierbrauerei von Bachofen & Medinger. Unter deren Leitung wurde die Bierbrauerei einer der führenden in ganz Österreich. 1908 wurde er Präsident der in eine Aktiengesellschaft umgewandelte Firma. 
1903 wurde er Mitbesitzer der Gablonzer Brauerei Medinger & Co., die sich 1908 mit der benachbarten Reichenberg-Maffersdorfer Brauerei fusionierte und unter seiner Präsidentschaft in eine AG umgewandelt wurde. Medinger war bei der Gründung der Österreichischen Versuchsstation für Brauerei und Mälzerei dabei und wurde ihr Präsident von 1887 bis 1908. Er erwarb sich auch große Verdienste im Gebiet der Arbeiterfürsorge und Gewerbehygiene. Er war Präsident des Brauherrenvereins für Wien und Umgebung von 1890–1899, 1903–1904 und nochmals 1908. Er setzte sich stets für die Anliegen der heimischen Brauindustrie ein. Für seine Verdienste wurde er mehrfach geehrt und ausgezeichnet, unter anderem war er Ehrenmitglied des Instituts für Gärungsgewerbe in Berlin. Gemeinsam mit Bachofen von Echt als Teilinhaber der Nussdorfer Brauerei wurde er zum k.u.k. Hoflieferanten ernannt. 1903 wurde er von Kaiser Franz Joseph als "Edler von Medinger" in den erblichen Adelsstand erhoben. 
Medinger starb 1908 und wurde in der Familiengruft am Pfarrfriedhof Nußdorf bestattet.
Sein Sohn Wilhelm von Medinger (1878–1934) wurde Politiker.